# Hârlău
Hârlău (pronunciación: [hɨrˈləw]; hebreo: חרלאו; alemán: Harlau; húngaro: Harló) es una ciudad con estatus de oraș de Rumania perteneciente al județ de Iași.
En 2011 tiene 10 905 habitantes, el 85,97% rumanos y el 5,77% gitanos.
En el siglo XV fue capital de Moldavia. Antes de la Segunda Guerra Mundial, en esta localidad vivió una importante comunidad judía, que a finales del siglo XIX suponía más de la mitad de la población local.
Se sitúa sobre la carretera E58, a medio camino entre Iași y Suceava.